# パラシュート★ガール
「パラシュート★ガール」は、岡村靖幸の16枚目のシングル。
1992年10月21日にEpic/Sony Recordsより発売された。

## 解説
前作「ターザン ボーイ」から1年3ヶ月振りの新曲。2010年から岡村のMy Spaceに表題曲のデモ音源が「PARACHUTE GIRL demo」として公開。

## 収録曲
（全曲作詞・作曲・編曲：岡村靖幸）
1. パラシュート★ガール
  - ゲストボーカルはCHARA。
2. カルアミルク (Live Version)
  - ライブツアー「Tour "家庭教師"」から1991年3月17日の中野サンプラザでの音源が収録されている。

## 収録アルバム
| 曲名                        | 収録アルバム           | 備考                                               |
| --------------------------- | ---------------------- | -------------------------------------------------- |
| パラシュート★ガール         | 『禁じられた生きがい』 |                                                    |
| パラシュート★ガール         | 『OH! ベスト』         | 「EZ a Go Go MIX」にて収録                         |
| パラシュート★ガール         | 『岡村ちゃん大百科』   | オリジナルバージョン、「EZ a Go Go MIX」、共に収録 |
| カルアミルク (Live Version) | 『岡村ちゃん大百科』   |                                                    |